# Александрос Николопулос
непознато
Александрос Николопулос (грч. Αλέξανδρος Νικολόπουλος; 1875 Атина — ? ) је грчки дизач тегова, који је учествовао на првим Олимпијским играма 1896. у Атини.
Николопулос се такмичио у дисциплини једноручно дизање тегова (дизање тегова са једном руком).
Заузео је треће место, од четири такмичара. Он и његов колега из репрезентације Сотириос Версис подигли су исту тежину од 40 килограма. У следећем покушају он подиже 57 кг и осваја треће место јер Версис није могао побољшати свој резултат.